# Altpreußisches Infanterieregiment No. 24 (1806)
Das Infanterieregiment mit der späteren Nummer No. 24 war ein altpreußisches Regiment zu Fuß, das 1713 als Regiment zu Fuß Schwendy aus diversen Garnison- und Frei-Bataillonen zusammengestellt wurden. Es hatte seine Standorte in der östlichen Mark Brandenburg.

## Allgemeine Geschichte
1713 wurde das Regiment aus mehreren Garnison- und Freikompanien zu Feldbataillonen zusammengestellt. Das I. Bataillon vereinte die Garnisonen Spandau und Frankfurt (Oder). Das II. Bataillon kam aus der Garnison Kolberg.

## Persönlichkeiten
Der im Gegensatz zur altpreußischen Drillschule als leger geltende humanistisch gebildete Edelmann Kurt Christoph von Schwerin starb spektakulär 1757 in der Schlacht bei Prag. Der aufgeklärte Prinz  Leopold von Braunschweig-Wolfenbüttel ertrank bei der großen Oderflut 1785. Sein Tod ist von romantischen Legenden umrankt. Der ehemalige Hautboist Michael Gabriel Fredersdorf war einer der wichtigsten Vertrauten Friedrichs des Großen. Joachim Friedrich von Kleist (1728–1788) diente als Stabskapitän beim Regiment. Sein Sohn Heinrich von Kleist wurde in der Garnisonsstadt Frankfurt (Oder) geboren.

## Verbleib und Nachfolge
Das Regiment wurde als Regiment von Beville No. 24 am 29. Oktober 1806 durch die Kapitulation bei Erfurt und Pasewalk aufgelöst, das III. Bataillon in Küstrin.

## Uniform, Ausrüstung
Bis zur Mitte des 18. Jahrhunderts bestand die Regimentsuniform aus einer blauen Uniformjacke mit roten Aufschlägen. Auf dem roten Rabatten und den runden offenen Ärmelaufschlägen befanden sich weißerote Einfassungen und Schleifen. Die Mütze der Grenadiere war rot, Goldmessingbeschlag mit einem gelben-blau-weiß-roten Püschel. Die Regimentsfahne war hellgrün mit weißen Flammen.

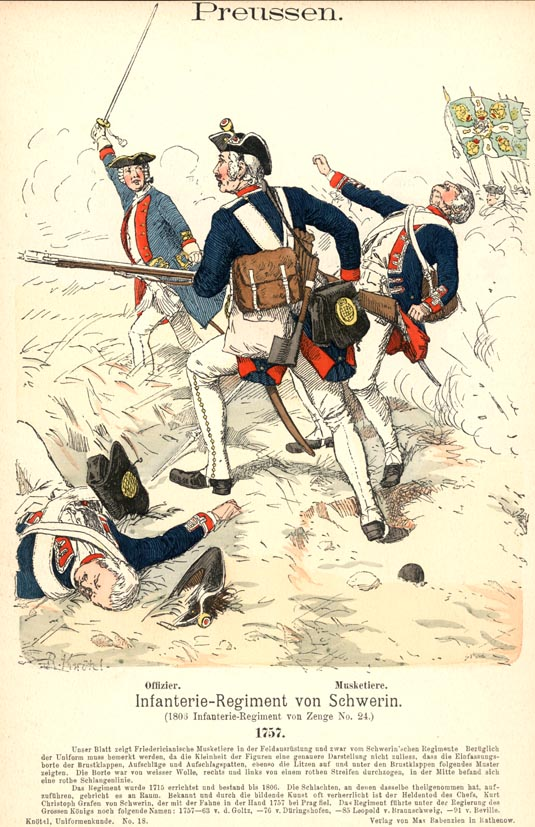
Das Regiment Schwerin zu Fuß 1757 – Richard Knötel 1890